# Даниел Кукушев
Даниел Антоан Кукушев е български актьор.

## Биография
Роден е на 19 юли 2000 г. в град София, Република България. От детството си е част от Експериментална театрална студия „Игра“ с ръководител Петър Върбанов.
През 2019 г. завършва Средно училище „Елин Пелин“.
През 2020 г. е приет в НАТФИЗ „Кръстю Сарафов“ със специалност „Актьорско майсторство за драматичен театър“ в класа на проф. Пенко Господинов.

## Актьорска кариера
През февруари 2023 г. играе в постановката „Игри в задния двор“ на театър „София“, където партнира на Елеонора Иванова, Димитър Стойнов, Денислав Маринчев и Рафаел Бижев, чиято премиера е на 10 април.
Участвал е в множество постановки, включително „Пиано в луната“ в Ателие 313, „Обещанието“ на режисьор Касиел Ноа Ашер, както и в театралния експеримент „Мозъчен боклук“. Също така участва и в дипломните представления на НАТФИЗ – „Кентърбърийски разкази“, „Дон Жуан се връща от война“ и други.

## Кариера на озвучаващ актьор
Кукушев се занимава с озвучаване на филми и сериали, записани в студио „Александра Аудио“ от 2011 г.

## Участия в театъра
Театър „Ателие 313“
1. 16 февруари 2021 г. – „Пиано на луната“, режисьор Петър Пашов младши[4][5]

I AM STUDIO
1. 11 ноември 2022 г. – „Обещанието“ от Герган Ценов, режисьор Касиел Ноа Ашер[6][7]

YALTA ART ROOM
1. 5 март 2023 г. – „Мозъчен боклук“ по текстове на Самюъл Бекет, режисьор Ян Руменин[8]

Театър „София“
1. 10 април 2023 г. – „Игри в задния двор“ от Една Мазия, режисьор Николай Поляков[10]

Театър НАТФИЗ
1. 7 април 2023 г. – „Кентърбърийски разкази“ от Джефри Чосър, Гийом де Лорис и Жан дьо Мон – постановка Пенко Господинов, режисьор Мирослава Гоговска[11]
2. 28 септември 2023 г. – „Дон Жуан се връща от война“ от Дънкан Макмилън – режисьор Крис Шарков[12]
3. 18 октомври 2023 г. – „Пате, пате, гъсок“ от Катрийна Дейли, режисьор Зафир Раджаб
4. 10 ноември 2023 г. – „Кастинг (мюзикълът)“, постановка Борис Лапшов[13]

## Роли в озвучаването
1. „DC Лигата на супер-любимците“ – Други гласове, 2022
2. „Бамби 2“ – Бамби, 2012
3. „Замръзналото кралство 2“ – Други гласове, 2019
4. „Злодеите от Вали Вю“ – Колби, 2023
5. „Котаракът в чизми“ – Други гласове, 2011
6. „Мистър Пибоди и Шърман“ – Мейсън, 2014
7. „Мей Червената панда“ – Тайлър, 2022
8. „Невероятният свят на Гъмбол“ – Дарвин, 2012
9. „Снежни приятели“ – Други гласове, 2011
10. „Соло: История от Междузвездни войни“ – Други гласове, 2018
11. „Спайдър-Мен: В Спайди-вселената“ – Други гласове, 2018
12. „Таласъми на работа“ – Тайлър, 2024
13. „Том и Джери“ – Други гласове, 2021
14. „Чуден свят“ – Итън Клейд, 2022
15. „Чудната петорка“ – Други гласове, 2012

## Филмография
1. „Абсентия“ (2017)
2. „E80 Club“ (2020)

## Номинации
- 2023 – номинация „Аскеер“ в категорията „Изгряваща звезда“ за ролята на Момчето в „Обещанието“ от Герган Ценов[14]

## Други дейности
На 13 август 2023 г. участва в събитието „Пощенска кутия за студентски приказки“, където чете „Моят голям пробив в изкуството“.